# Aram Meranguljan

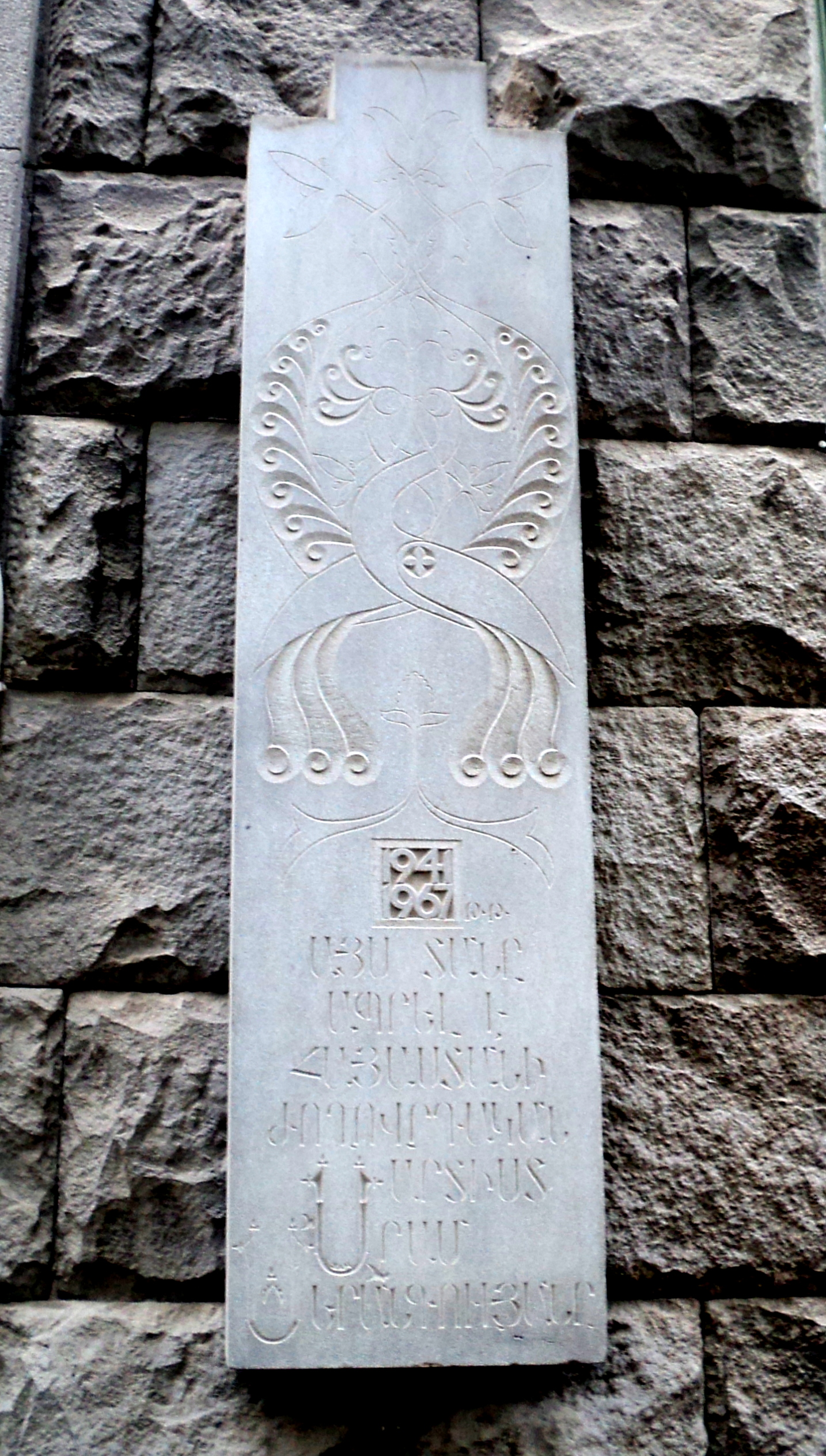
Gedenktafel in Jerewan

Aram Harutjuni Meranguljan (armenisch Արամ Հարությունի Մերանգուլյան; * 8. Juni 1902 in Chananab; † 17. November 1967 in Jerewan) war ein armenischer Komponist und Dirigent.
Meranguljan leitete von 1922 bis 1926 Volksmusikgruppen. 1926 wurde er künstlerischer Leiter des Volksinstrumentalensembles des armenischen Rundfunkkomitees. 1943 absolvierte er am Konservatorium von Jerewan die Kompositionsklasse von V. G. Talyana. 1959 wurde er als Volkskünstler der Armenischen SSR ausgezeichnet.